# Epidendrum caeciliae
Epidendrum caeciliae là một loài thực vật có hoa trong họ Lan. Loài này được P.Ortiz & Hágsater mô tả khoa học đầu tiên năm 2005.